# 絆〜走れ奇跡の子馬〜
『絆〜走れ奇跡の子馬〜』（きずな〜はしれきせきのこうま〜）は、島田明宏による日本の長編競馬小説。『絆〜ある人馬の物語〜』と題して競馬ポータルサイト「netkeiba.com」に2012年6月から12月まで31話にわたって連載、大幅な加筆・修正を経て改題し集英社より2017年2月24日に刊行された。東日本大震災により壊滅した福島・南相馬のファームを舞台に、牧場主の親子がただ1頭生き残った子馬「リヤン」を競走馬に育て日本ダービーを目指す姿を描く。
NHKによってテレビドラマ化され、役所広司が主演で2017年3月に放送された。

## 概要
20年以上にわたって競馬関連の原稿の執筆をしていた著者が東日本大震災後まもなく「被災馬」という言葉を耳にして、「被災馬」の現状や相馬野馬追について伝えるために福島県の相双地区を度々取材で訪れる中で、2011年の相馬野馬追に訪れた際に若い騎馬武者姿の遺影を抱いた男性から目にして、毎年野馬追に出場していて震災による津波で20歳にして命を失った1人の青年の存在を知ることとなった。遺影を抱いていた青年の父と親しくなった著者は、青年が生きた証しを残したいと語った父の言葉から、青年のような若者を主人公として独自の馬事文化を築き上げてきた相馬地方を舞台に被災した人々の故郷への思いや馬への愛情、相馬野馬追への情熱を盛り込んだ競馬小説の執筆を開始した。
作品は『絆〜ある人馬の物語〜』と題して2012年6月4日から12月31日にかけて競馬ポータルサイト「netkeiba.com」の競馬コラムへの連載として発表された後、大幅な加筆・修正を経て、『絆〜走れ奇跡の子馬〜』へと改題して2017年2月24日に集英社より刊行された。

## あらすじ
東日本大震災で破壊された福島県南相馬市の牧場で、母馬の命と引き換えに生まれた子馬「リヤン」を、牧場主の雅之が長男の拓馬と共に競走馬として育てあげ、 日本ダービーを目指す物語。

## 書誌情報
- 絆〜走れ奇跡の子馬〜（2017年2月24日、集英社、ISBN 978-4-08-781627-3）

## テレビドラマ
特集ドラマ『絆〜走れ奇跡の子馬〜』は、NHK総合テレビで2017年3月23日・3月24日の19時30分 - 20時43分（前後編・各73分）に放送された。主演は役所広司。
舞台は相馬野馬追（そうまのまおい）の伝統行事で有名な福島県南相馬市。牧場を営む家族が東日本大震災で被災し、様々な困難に直面しながらも、震災の日に産まれた子馬「リアン」を競走馬へと育てていく姿を描いている。
撮影は福島県や北海道で、2016年6月から8月まで約3か月間にわたって行われた。相馬市と南相馬市での撮影では、実際に震災を経験した現地の人々がエキストラとして参加した。

### あらすじ（テレビドラマ）
福島県南相馬市で小さなサラブレッド生産牧場を経営する松下雅之は、地元の伝統ある祭りの「相馬野馬追」に背を向けて、競走馬を作る夢を追い続けていた。父と同じく競走馬を育てたいという夢を抱いていた長男の拓馬は、2011年3月11日に発生した東日本大震災による津波に牧場が襲われて亡くなる。松下家に残されたのは、拓馬の命と引き換えに震災の日に母馬が産んだ子馬のリヤン（正式名はリヤンドノール、フランス語で「北の絆」を意味する）だった。雅之と長女の将子（しょうこ）は、元騎手の夏雄の協力を受けながら子馬を育て始めるが、佳世子は息子の拓馬を失った悲しみから立ち直れずにいた。雅之と将子は、震災から1年たって成長したリヤンを競走馬にしたいと思い、育成牧場を探しに北海道に行くが、何度も断られた末に雅之の知り合いである育成牧場主の加山を頼ったが、他の馬主さんに福島の馬は被爆しているとの疑念を持たれるので経営上難しいと断られる。それでも諦めない雅之は、津波で荒れ果てた自分の牧場を辛抱強く整地を行って再生させ、リヤンを競走馬として育てあげる。2歳となったリヤンは福島競馬場での初戦に臨む。

### キャスト

#### 主要人物
松下雅之
演 - 役所広司
南相馬で馬の生産牧場を経営する主人公。
松下将子
演 - 新垣結衣
雅之の娘。東京で一人暮らしをしていたが、震災を機に故郷の南相馬に戻り、父と一緒にリアンを育てる。
松下拓馬
演 - 岡田将生
将子の兄。競走馬を育てたいという夢を抱いていたが、震災で亡くなる。
松下佳世子
演 - 田中裕子
雅之の妻。看護師として働き、経営難の牧場を支えている。
田島夏雄
演 - 勝地涼
将子の幼なじみで拓馬の親友。元騎手で、今はトラックの運転手をしている。
加山昌一郎
演 - 小林薫
かつて雅之が働いていた北海道の育成牧場主。
根本きぬ
演 - 佐々木すみ江
松下家の隣人。佳世子のよき理解者であり、佳世子を支えている。

#### その他
- 根本英二 ‐ 井上肇[15]
- 佐渡義家 ‐ 甲本雅裕[15]
- 大迫正和 ‐ 岩松了[15]
- 須崎練司 ‐ 金田明夫[15]
- 高橋稔 ‐ 小松和重
- 佐久間徹也 ‐ 渡辺憲吉
- 高橋路子 ‐ 友倉由美子
- 岸伸晃 ‐ 吉岡睦雄
- 遠藤雄太 ‐ 西山聡

### スタッフ
- 脚本 - 金子ありさ[15]
- テーマ音楽 - 富貴晴美[15]
- 演出 - 山本剛義[15]
- 制作統括 - 土屋勝裕（NHK）、浅野敦也（ドリマックス・テレビジョン）[15][19]
- プロデューサー - 橘康仁（ドリマックス・テレビジョン）[15]

### 関連商品
DVD
- 絆〜走れ奇跡の子馬〜（2017年9月27日、TCエンタテインメント、TCED-3667）

### ロケ地
- 福島県南相馬市[11][12][15]
- 福島県相馬市[11][15]
- 相馬中村神社[15]
- 北海道[11][12][15]

### 原作との相違点
- 将子はドラマオリジナルキャラクターである[19]。
- 原作では母馬の名前が「シロ」だが「ハル」に変更されている。